# Доктор Икс
«Доктор Икс» — детективный фильм ужасов режиссёра Майкла Кёртиса, один из последних «двуцветных» фильмов снятый по технологии Technicolor и вышедший 3 августа 1932 года.

## Сюжет
Нью-Йорк. Неизвестный убивает поденщицу ночью на улице при загадочных обстоятельствах. Журналист Ли Тейлор, караулящий у морга в рамках расследования, видит, как в морг приезжает некий доктор Ксавьер в сопровождении двух полицейских детективов. Он пытается пройти внутрь, но сержант полиции, охраняющий дверь, не пускает его и прогоняет. Ли отправляется к живущим поблизости знакомым, звонит от них в редакцию и просит редактора узнать все об убийстве. У него есть подозрение, что это дело рук маньяка, убивающего людей во время полнолуния последние полгода. Вернувшись к моргу, он видит, как заносят новое тело. Притворившись мертвым, Тейлор проникает в морг и подслушивает разговор Ксавьера с полицейскими.
Доктор исследует тело и приходит к выводу, что жертва задушена очень сильным человеком, а разрез в основании черепа сделан скальпелем для диссекции мозга, а также вырван зубами левый дельтоидный мускул, что позволяет предположить, что убийца — каннибал. Полицейский комиссар Стивенс обращает внимание доктора на то, что все убийства были совершены рядом с медицинской академией, директором которой является Ксавьер, и во всех случаях были использованы хирургические инструменты, которыми во всем городе располагает только эта же академия. Стивенс объявляет о намерении начать следствие. Доктор просит разрешение на собственное следствие с целью защитить репутацию своей академии. Стивенс просит данные всех студентов и сотрудников академии. Когда они уходят, Ли сбегает.
Ксавьер показывает полицейским данные. На момент действия в связи с каникулами в академии находятся только четыре профессора:
- Уэллс, изучает каннибализм, потерял руку во время полевых исследований в Африке, носит протез. Вовремя посещения его лаборатории полицейские обнаруживают, что его ботинки выглядят так, как будто он недавно выходил на улицу. Объясняет недавней прогулкой к морю;
- Хейнц, самый трудолюбивый из всех. Проводит эксперименты по пересадке мозга. Пережил кораблекрушение с двумя коллегами, один из которых пропал без вести. Вывел или открыл (не уточняется) новый вид мозговых клеток. Проявляет внимание к Джоан, дочери Ксавьера;
- Ровитц, пережил кораблекрушение вместе с Хейнцем. Изучает характеристики лунного света. Сравнивает луну, управляющую приливами и отливами, с вечной поденщицей. Написал несколько сборников стихов. Лицо изуродовано, как и у убийцы;
- Дьюк, прикован к инвалидному креслу, работает с Ровитцем.

Ксавьер не верит, что эти люди, хорошо ему знакомые, могли убить человека. Стивенс и детектив О’Халлоран договариваются давить на него, пока он не выдаст убийцу. Ксавьер просит сорок восемь часов на проведение ряда тестов, которые помогут вычислить убийцу.
Тейлор подслушивает за окном, но его ловит с поличным Джоанна Ксавьер и велит спуститься вниз. Он притворяется полицейским, после чего Джоанна уходит. Тейлор закуривает сигару, а в это время к нему подкрадывается некто с изуродованным лицом, закутанный в плащ. В сигаре оказывается хлопушка, которая, разорвавшись, отпугивает неизвестного.
Утром Тейлор с цветами приходит домой к Ксавьерам, чтобы добыть фотографию доктора. Джоанна «раскусывает» его и сообщает, что теперь из-за поднятой им газетной шумихи её отец вынужден провести расследование в другом месте. Ли понимает, что это дом доктора в районе Лонг-Айленда. Он проникает в дом, где доктор объясняет коллегам ситуацию, и прячется в кладовке.
Ксавьер начинает тестирование: подключает Хейнца, Ровитца и Дьюка к специальным креслам с помощью Уэллса (с него из-за отсутствия руки сняты подозрения — он не мог задушить жертву).
В кладовку к Ли кто-то напускает усыпляющий газ.
Ксавьер показывает коллегам изображения жертв «лунного убийцы» и разыгрывает сцену последнего убийства (жертву изображает горничная, убийцу — дворецкий). Эксперимент показывает виновность Ровитца. Профессор умирает — кто-то наносит ему удар в основание черепа в темной лаборатории. Уэллс пропадает. Ксавьер находит его без сознания — кто-то «вырубил» его в темноте. Хейнц находит Тейлора, который, очнувшись, намерен опубликовать новую статью. Джоанна уговаривает его остаться на ночь. Ночью Ксавьер застаёт Хейнца за исследованием тела Ровитца. Утром профессор наблюдает за Ли и Джоанной на пляже.
Горничная заболевает, и Джоанна соглашается заменить её в новом эксперименте. Пока идут приготовления, Уэллс снимает протез и надевает на его место руку из искусственной плоти и гримируется, имитируя изуродованное лицо. Затем он убивает дворецкого и играет самого себя, «лунного убийцу» в эксперименте. Он подходит к кровати, на которой лежит Джоанна, изображающая жертву, и намерен убить её по-настоящему. Она видит, что это настоящий убийца, и кричит. Уэллс раскрывает свою личность и рассказывает, что все эти годы изучал не каннибализм, а человеческую плоть. На помощь приходит Ли, наблюдавший за всем, дерётся с Уэллсом и убивает его, выбросив в окно. Затем звонит в редакцию и требует, чтобы поимку убийцы приписали полностью доктору Икс, а потом объявляет об их с Джоанной помолвке.

## В ролях
- Ли Трэйси — Ли Тейлор
- Фэй Рэй — Джоанна Ксавьер
- Лайонел Этуилл — доктор Джерри «Икс» Ксавьер
- Престон Фостер — профессор Уэллс
- Джон Рэй — профессор Хейнц
- Гарри Бересфорд — профессор Дьюк
- Артур Эдмунд Кэрью — профессор Ровитц
- Лейла Беннетт — Мэмми, горничная Ксавьера
- Джордж Розенер — Отто, дворецкий Ксавьера
- Уиллард Робертсон — детектив О’Халлоран
- Роберт Уорик — комиссар полиции Стивенс
- Томас Э. Джексон (Томас Джексон) — редактор «Дэйли Уорлд», начальник Ли Тейлора
- Гарри Холман — Майк, полицейский, знакомый Ли Тейлора
- Том Дуган — шериф

## Факты
- Коммерческий успех «Доктора Икс» позволил снять ещё один цветной фильм ужасов — «Тайна музея восковых фигур» (1933), ставший культовым фильмом и многократно переснятый.
- Образ дворецкого Отто явно скопирован с Дракулы в исполнении Белы Лугоши (фильм Тода Браунинга «Дракула» вышел годом раньше). Вероятно, это позволяло зрителю предположить, что настоящий убийца — Отто.
- Доктор Икс — один из предпоследних цветных фильмов, снятых по технологии двухцветного скрещивания (красного и зелёного). Последний стал — Тайна музея восковых фигур (1933).
- Первоначально, в середине 1950-х многие фильмы студии Warner Bros. (в том числе «Доктор Икс» и «Тайна музея восковых фигур» (1933)) выпущенные до 1949-го, были проданы к телевизионному коллекционеру — кинокомпания Associated Artists Productions, многие цветные фильмы печатались на черно-белом плёнке, а цветоделеные негативы были утеряны. Однако, в 1978 году после смерти Джека Уорнера, в доме хранились цветоделеные плёнки (именно здесь хранились фильмы как «Доктор Икс» и «Тайна музея восковых фигур») и был восстановлен в UCLA Film and Television Archive.

## «Возвращение доктора Икс»
Фильм «Возвращение доктора Икс», вышедший 3 августа 1939 года, ровно через семь лет после «Доктора Икс», не имеет с ним ничего общего, кроме основной сюжетной линии: репортёр (не Ли Тейлор) охотится за врачом, к которому ведут улики в деле о двух убийствах. Доктор Ксавьер в этом фильме не честный учёный, защищающий репутацию своей академии, а маньяк, моривший голодом ребёнка ради эксперимента (вероятно, на этот ход создателей фильма вдохновили нацистские концлагеря, уже имевшие место на момент выхода фильма) и убивающий людей ради крови. Вдохновителем стал, вероятно, фильм «Человек, которого не смогли повесить», вышедший в том же году за три месяца до «Возвращения доктора Икс» и рассказывающий об учёном, казнённом за убийство и воскрешённым с помощью собственного изобретения. Именно это и представляет собой «новый» доктор Икс. Название фильма и фамилия доктора, как и дата выхода фильма, очевидно, являются маркетинговым ходом с целью привлечения большего количества зрителей.